# Miločani
Miločani (cyr. Милочани) – wieś w Czarnogórze, w gminie Nikšić. W 2011 roku liczyła 1017 mieszkańców.